# Vojislav Šešelj
Vojislav Šešelj (Sarajevo, 11. listopada 1954.), srbijanski je političar, bivši narodni zastupnik, odvjetnik, ratni huškač i pravomoćno osuđeni ratni zločinac. Predsjednik je Srpske radikalne stranke, četnički vojvoda i bivši potpredsjednik Vlade Republike Srbije.
Šešelj je istaknuti širitelj kroatofobije - te je raspirivanju mržnje prema Hrvatima posvetio, između ostalog, veliki dio knjige "Ideologija srpskog nacionalizma" iz 2002. godine, te čitavo "kapitalno" djelo (više od 1.000 stranica) "Rimokatolički zločinački projekat veštačke hrvatske nacije" iz 2007. godine.
Godine 2003. izručen je Haškom tribunalu, gdje mu se od tada bez prijekida sudilo za ratne zločine počinjene početkom 1990-ih godina. U rujnu 2014. godine poradi liječenja od karcinoma otpušten je iz pritvora; Šešelj taj otpust koristi za provociranja javnosti radikalnim i šovinističkim izjavama, na način na koji je koristio i pravo iznošenja svoje obrane na dugogodišnjem suđenju u Haagu.
Haaški sud ga je prvostupanjskom presudom 31. ožujka 2016. godine oslobodio krivnje po svim točkama optužnice. Drugostupanjskom presudom osuđen je na 10 godina zatvora za zločine protiv čovječnosti koje uključuju progone, protjerivanje i prisilno premještanje vojvođanskih Hrvata u selu Hrtkovci 1992. godine, no nije se vraćao u zatvor jer je Žalbeno vijeće u izdržavanje kazne uračunalo vrijeme provedeno u pritvoru gdje je bio od 2003. do 2014. godine.

## Životopis

### Rani život
Vojislav Šešelj rođen je u Sarajevu 1954. godine. Nakon što je 1976. godine diplomirao i već naredne godine magistrirao (na temu "Marksistički koncept naoružanog naroda") na Sveučilištu u Sarajevu, u studenome 1979. godine doktorirao je na Pravnom fakultetu Univerziteta u Beogradu s disertacijom "Politička suština militarizma i fašizma". Kako je već sa 17 godina postao članom Saveza komunista, mogao je na Fakultetu političkih nauka Sveučilišta u Sarajevu raditi kao asistent profesora na predmetu "Teorija o ratu" (1981. – 1984.). Najmlađi predavač na fakultetu osvajao je simpatije studenata, ali nije pokazivao dovoljno opreza, koji se očekivao od prosvjetnog radnika u komunističkoj državi: nakon sukoba s politički dobro povezanim kolegom kojega je optužio za plagiranje i neopreznog pisanja o islamističkoj "Zelenoj knjizi" šefa Jugoslaviji prijateljske Libije Muammara al-Gaddafija, izbačen je iz Saveza Komunista, pokrenut je protiv njega kazneni progon zbog pisanja s pozicija srpskog nacionalizma, te je izgubio mjesto asistenta na Sveučilištu u Sarajevu.

### Politička karijera
Političku karijeru započeo je ranih 1980-ih godina kao disident, tj. oporba komunističkom režimu. U to vrijeme bio je primljen u Društvo filozofa i sociologa SR Hrvatske u Zagrebu. Tada je (1984.) uhićen, suđen i zbog "kontrarevolucionarnoga djelovanja", odnosno srpskoga nacionalizma osuđen na 8 godina zatvora. Branitelj mu je bio hrvatski odvjetnik i kasniji predsjednik Hrvatskoga sabora, Vladimir Šeks. Kazna mu je smanjena pa je 1986. godine izašao na slobodu i otišao u Beograd. Dok se nalazio u Srbiji nastupao je s krajnje desnih, antikomunističkih i nacionalističkih pozicija. Godine 1989. posjetio je Sjedinjene Američke Države i tada mu je četnički zapovjednik iz Drugoga svjetskoga rata, komandant Dinarske četničke divizije, Momčilo Đujić, dodijelio naslov četničkoga vojvode. Taj mu je naslov bio oduzet nakon rata zbog političkog paktiranja s ljevičarskom Socijalističkom partijom Srbije Slobodana Miloševića. Iste te 1989. godine u Münchenu održao je govor u kojemu je predložio premještanje glavnog grada SR Srbije i SFRJ na Kosovo s ciljem ponovnog posrbljenja te tadašnje pokrajine.
Zajedno sa svojim kumom Vukom Draškovićem, 1989. godine, Šešelj je osnovao stranku pod imenom Srpska narodna obnova. Međutim, kumovi su se uskoro posvađali pa se i stranka raspala. Naredne 1990. godine, Šešelj je pokušao osnovati Srpski četnički pokret koji je ubrzo zabranjen. Tako je i sam Šešelj vrlo brzo uhićen, a 9. prosinca te godine (na prvim višestranačkim izborima u Srbiji) bio je jednim od predsjedničkih kandidata i osvojio je blizu sto tisuća glasova. 
Dana 23. veljače 1991. godine Šešelj je u Kragujevcu osnovao Srpsku radikalnu stranku. Sredinom iste godine, uspio je, nakon dopunskih izbora, ući u Skupštinu Srbije ispred izborne jedinice Rakovica: njegov politički program tada je, a i kasnije, bio nedvosmisleno velikosrpski.

### Domovinski rat
Svoj ratni pohod na Hrvatsku počeo je porukama o "budućoj zapadnoj granici Velike Srbije" na crti Karlobag-Ogulin-Karlovac-Virovitica. Djelovao je po mitinzima u Hrvatskoj u ožujku, travnju i svibnju 1991. godine a koji su održavani u selima naseljenim srpskim stanovništvom na području istočne Slavonije i Baranje kao i na području Plitvica gdje je davao potporu pobunjenim Srbima i poticao srpsko stanovništvo na otpor hrvatskim vlastima. Tako je na mitingu u Baranji, u Jagodnjaku, govorio: "svakog tko kaže da to nije srpska zemlja treba ubiti kao kera".[nedostaje izvor] Njegovi dragovoljci sudjelovali su u sukobu u Borovu Selu kraj Vukovara, 2. svibnja 1991. godine. U Srijemskoj Kamenici se angažirao u istjerivanju medicinskog osoblja i pacijenata hrvatske nacionalnosti iz tamošnjeg Kliničkog centra (zloglasni upad u vojnoj uniformi). Bivši čelnik srbijanskoga KOS-a, Aleksandar Vasiljević, Šešeljeve postrojbe označio je kao izvršitelje pokolja na Ovčari koji se dogodio u noći s 20. na 21. studenoga 1991. godine.

#### Suđenje u Osijeku
Zbog toga što je na mitinzima Srba u Hrvatskoj na području Beloga Manastira, pozivao na uspostavu velike Srbije, protjerivanje Hrvata iz Baranje i poticao na zločine Šešelj je bio uhićen 23. travnja 1991. godine te potkraj travnja iste godine pušten. Nakon toga, 21. srpnja 1992. godine, Vojni sud u Osijeku ga je u izočnosti oglasio krivim "zbog kaznenog djela - protiv Republike Hrvatske, izazivanja nacionalne, rasne i vjerske mržnje, razdora ili netrpeljivosti" te osudio na kaznu zatvora od 4 godine i šest mjeseci. Šest godina nakon toga, 30. lipnja 1998. godine, Županijski sud u Osijeku obustavio je postupak izvršenja kazne temeljem Zakona o oprostu.

### Predsjednik Općine Zemun
Za predsjednika Općine Zemun izabran je 1996. godine (nakon općinskih izbora) kojeg je pretvorio u švercersku tržnicu. Za njegova mandata počeli su izgoni Hrvata iz stanova. I one koji su ih branili po dužnosti, odvjetnike izgnanih hrvatskih obitelji, šešeljevci su premlaćivali.

### Izbori za predsjednika Srbije
Na prvim višestranačkim predsjedničkim izborima u Srbiji koji su održani 9. prosinca 1990. godine Vojislav Šešelj bio je kandidatom ispred skupine građana i dobio je 96.227 glasova (1,91 %). U jesen 1997. godine, 21. rujna, na izborima za predsjednika Srbije, Vojislav Šešelj dobio je 1.126.940 glasova a Zoran Lilić (kandidat SPS, JUL i ND) dobio je 1.474.924 glasa te zbog to ga što nijedan od kandidata u prvome krugu nije dobio većinu prva dvojica s najviše glasova išla su u drugi krug, 5. listopada iste godine. U drugome krugu Vojislav Šešelj dobio je 1.733.859 glasova a Zoran Lilić 1.691.354 glasa, no pobjeda mu nije priznata. Po Republičkoj izbornoj komisiji Srbije na izbore je izašlo manje od polovice ukupnoga broja upisanih glasača i nijedan kandidat nije dobio potrebnu većinu te su se izbori morali ponoviti. Na ponovno organiziranim izborima, u prvome krugu 7. prosinca 1997. godine, dobio je 1.227.076 glasova a novi Miloševićev kandidat, Milan Milutinović (kandidat SPS, JUL i ND) dobio je 1.665.822 glasova. U drugome krugu, 21. prosinca 1997. godine, izgubio je od Milutinovića koji je dobio 2.181.808 glasova a Šešelj 1.383.868 glasova. U rujnu 2002. godine, za vrijeme Zorana Đinđića, Šešelj se je kandidirao za predsjednika Srbije i na izborima održanim 29. rujna dobio je 845.308 glasova te nije ušao u drugi krug. U drugome krugu, 13. listopada, bili su Vojislav Koštunica i Miroljub Labus, Koštunica je dobio više glasova od Labusa no na izbore nije izašao dovoljan broj birača te predsjednik Srbije nije bio izabran. Novi izbori raspisani su za 8. prosinca 2002. godine na kojima je sudjelovao i Šešelj a od tri kandidata (Vojislav Koštunica, Borislav Pelević i Vojislav Šešelj) najviše glasova dobili su Vojislav Koštunica (1.699.098) i Vojislav Šešelj (1.063.296) no "Republička izborna komisija utvrdila je kako na glasanje nije izašao potreban broj birača te se izbori smatraju neuspelim".
Na predsjedničkim izborima 2. travnja 2017. godine bio je kandidatom i dobio je 163.802 glasova (4,48 %).

### Izbori za Skupštinu
Svibnja 1992. godine, na prvim izborima za Skupštinu SR Jugoslavije (koje je srpska oporba bojkotirala), njegova Srpska radikalna stranka osvojila je drugo mjesto i Šešelj je postao jednim od značajnijih političkih faktora u zemlji. Njegovim zalaganjem, oboren je prvi predsjednik Vlade SRJ Milan Panić (prosinca 1992.), a lipnja 1993. godine uspio je 'srušiti' tadašnjeg predsjednika SRJ Dobricu Ćosića. Tako se pokazao kao izuzetno vjeran pomagač srpskom predsjedniku Slobodanu Miloševiću. No, rujna te godine, došlo je do raskida suradnje između Miloševića i Šešelja. SRS otkazuje povjerenje Miloševićevoj manjinskoj Vladi Srbije, zbog čega dolazi do izvanrednih parlamentarnih izbora. Radikali tako bilježe pad popularnosti. Tijekom 1994. i 1995. godine Šešelj je optuživao Miloševića za izdaju srpskih nacionalnih interesa i dva puta boravio je u zatvoru. Godine 1994. osuđen je na nekoliko mjeseci zatvora zbog vrijeđanja predsjednika Narodne skupštine Srbije. Ponovno je uhićen u svibnju 1995. godine zbog održavanja neprijavljenoga javnoga skupa.
Vojislav Šešelj kao čelnik Radikalne stranke 24. ožujka 1998. godine ulazi u koalicijsku Vladu Srbije sa Socijalističkom partijom Srbije i Jugoslovenskom levicom. Tada je izabran za potpredsjednika te Vlade, koja je u listopadu iste godine donijela zakon o informiranju koji je oštro kažnjavao sve novine koje su pisale protiv Miloševićevog režima.  
Nakon što je Milošević u lipnju 1999. godine prihvatio plan Ahtisari-Černomirdin, koji je značio potpuno povlačenje jugoslavenskih i srpskih vojno-policijskih snaga s Kosova, Šešelj je odlučio izaći iz Vlade Srbije. No, vrlo brzo se u Vladu vratio, zbog "nacionalnih interesa". Sve to je, međutim, doprinijelo padu rejtinga radikala.
Dana 24. rujna 2000. godine, Šešeljevi radikali uvjerljivo su izgubili na izborima za Skupštinu SR Jugoslavije. Tri mjeseca kasnije, 23. prosinca, na izvanrednim izborima za Skupštinu Srbije, osvojili su svega 23 zastupnička mjesta.

### Suđenje u Haagu
Zbog aktivnosti tijekom rata na području bivše Jugoslavije od tužiteljstva Međunarodnoga suda za ratne zločine počinjene na području bivše Jugoslavije, u siječnju 2003. godine optužen je za počinjena kaznena djela. 24. veljače 2003. godine dragovoljno odlazi u pritvor u Haag. 
Optužnica ga tereti za zločine u Hrvatskoj (Voćin, vukovarska bolnica), BiH te za progone i likvidacije Hrvata iz Vojvodine (posebice Srijema; poznati slučaj Hrtkovaca, koje je u svom zatiranju hrvatstva preimenovao u "Srbislavce"), odnosno za ratni zločin i etničko čišćenje.
Suđenje mu je počelo 7. studenoga 2007. godine.
Početkom rujna 2008. godine, razišao se sa svojim najbližim suradnikom i zamjenikom predsjednika SRS, Tomislavom Nikolićem. Šešelj je tražio da radikali glasuju protiv Sporazuma o stabilizaciji i pridruživanju između Srbije i Europske unije, dok je Nikolić bio da se glasuje za. Dana 6. rujna, Nikolić podnosi ostavku na dužnosti u stranci i najavljuje osnivanje nove, dok ga Šešelj označuje "izdajnikom" i optužuje da su ga "zavrbovale strane obaveštajne službe". Istodobno, Šešelj je ovlastio Dragana Todorovića neka vodi stranku u njegovom odsustvu. Šešelj i dalje ima utjecaja na srpsku političku scenu, a njegova Srpska radikalna stranka je, nakon odlaska Tomislava Nikolića, izgubila dobar dio svojih dotadašnjih birača.
Tijekom pritvora u Haagu Šešelj je objavio mnoštvo knjiga, među kojima je i 1.032 stranice velika knjiga Rimokatolički zločinački projekat veštačke hrvatske nacije iz 2007. godine. U njoj je tvrdnja kako su svi samozvani Hrvati štokavci zapravo Srbi.
Zbog lošega zdravstvenog stanja (rak debelog crijeva) Haški sud odlučio je pustiti Šešelja na privremenu slobodu. Vratio se u Beograd 12. studenoga 2014. godine.
Dana 31. ožujka 2016. godine, prvostupanjskom presudom oslobođen je svih optužbi. Tri puta mu je suđeno za nepoštivanje suda i to većinom zbog izjava kojima je omalovažavao i ismijavao rad Suda te je zbog nepoštivanja Suda osuđen na 4 godine i 9 mjeseci zatvora.
Uoči izricanja drugostupanjske presude Žalbenog vijeća MICT-a, UN-ova Mehanizma za međunarodne kaznene sudove koji je naslijedio postupke ugaslog haaškog tribunala za bivšu Jugoslaviju, izjavio je da ga presude ne zanima već da će je "možda i pročitati". Tužiteljstvo je u žalbi tražilo od MICT-a da preinači presudu i proglasi Šešelja krivim za zločine protiv čovječnosti te kršenja zakona ili običaja ratovanja, sve to počinjeno od 1991. do 1993. protiv nesrpskog stanovništva u Hrvatskoj, BiH i Vojvodini u Srbiji. Žalbeno vijeće donijelo je odluku da je Šešelj kriv za zločine protiv čovječnosti po točkama 1, 10 i 11 iz optužnice, koje uključuju progone, protjerivanje i prisilno premještanje vojvođanskih Hrvata u selu Hrtkovci 1992. godine, čime je preinačena oslobađajuća presuda iz 2016. godine. Time je postao prvi osuđeni srpski politčar za zločin nad Hrvatima ili nesrbima na tlu Srbije. No, manjkavost, prevrtljivost, neprincijpijalnost i relativnost Haaškog suda očitovala se i u samoj presudi iz koje proizlazi da tužilaštvo nije uvjerilo ni žalbeno vijeće u postojanje zločinačkog plana.
Šešelj je na presudu odgovorio: "Ponosan sam na svoje ratne zločine, spreman sam ih ponoviti više puta!".

### Međunarodni skandal u Narodnoj skupštini Srbije
U srbijanskoj Narodnoj skupštini u Beogradu došlo je do incidenta tijekom posjeta hrvatskog parlamentarnog izaslanstva zbog kojega je predsjednik Hrvatskog sabora Gordan Jandroković prekinuo dvodnevni posjet Srbiji. Naime, u predvorju Skupštine Vojislav Šešelj zajedno s zastupnikom Filipom Stojanovićem gazili su hrvatsku državnu zastavu te psovali hrvatsku delegaciju. Zbog navedenog skandala, hrvatska delegacija uz konzultaciju s premijerom Republike Hrvatske, Andrejom Plenkovićem, odlučili su se povući u Hrvatsku zbog neciviliziranog, neprihvatljivog i osuđujućeg čina nepoštovanja hrvatske zastave i simbola. U navedenom trenutku postavljalo se i još jedno pitanje, može li i smije li Vojislav Šešelj kao osuđeni ratni zločinac biti u Skupštini Srbije zbog Zakona prema kojemu svi građani Srbije pravomoćno osuđeni na period dulji od 6 mjeseci ne smiju biti zastupnici u Skupštini.

## Državne funkcije
- Potpredsjednik Vlade Srbije (ožujak 1998. – listopad 2000.)

## Zanimljivosti
- Šešelj podrijetlo vuče iz mjesta hercegovačkog sela Orahov Do, sela odakle dolaze svi ostali Šešelji. Ironično pripadnici roda Šešelj u Istočnoj Hercegovini - kojih ima i Srba i (nešto više) Hrvata, pripovijedaju da se svojedobno jedan katolik Šešelj odselio u Dubrovnik kako bi izbjegao kaznu za ubojstvo "Turčina" Omera, te su od njegova tri sina dvojica otišli za njim, a jedan je ostao obrađivati zemlju pravoslavnog manastira u Zavali i kasnije postao pravoslavac: taj je Šešelj predak svih Srba koji nose to prezime.[32] Izgleda da se taj prijelaz na pravoslavlje dogodio početkom 18. stoljeća.[33]

## Vanjske poveznice
- (srp.) Službena stranica
- (srp.) Podaci o predmetu -  Vojislav Šešelj  Arhivirana inačica izvorne stranice od 18. ožujka 2017. (Wayback Machine), unmict.org
- Posavski vremeplov  Arhivirana inačica izvorne stranice od 9. srpnja 2013. (Wayback Machine) Mile Stojić: »Kavlovac, Vivovitica, Kavlobag«
- Marko Barišić, Velika odgovornost za masovne zločine, palež i progone, članak u Vjesniku, 17. veljače 2003. (u međumrežnoj pismohrani archive.is)
- Vesna Fabris Peruničić, Opasan čovjek velike popularnosti odlazi u Haag, članak u Vjesniku, 17. veljače 2003. (u međumrežnoj pismohrani archive.is)
- (engl.) Izjave Vojislava Šešelja, BBC News
- Proces Vojislavu Šešelju: raskrinkavanje projekta Velike Srbije, ur. i prir. Sonja Biserko, Biblioteka Svedočanstva, br. 34, Helsinški odbor za ljudska prava u Srbiji, Beograd, 2009.